# The Vaudevillains
The Vaudevillains – nieaktywny tag-team w profesjonalnym wrestlingu występujący w federacji WWE. Jego członkami byli Aiden English i Simon Gotch. Byli w posiadaniu NXT Tag Team Championship, ich gimmick nawiązywał do wczesnych lat XX wieku w Stanach Zjednoczonych i opery wodewilowej.

## Historia

### WWE

#### NXT (2014–2016)
W czerwcu 2014 Aiden English utworzył tag-team z Simonem Gotchem, jako The Vaudevillains zadebiutowali 19 czerwca 2014, pokonali wówczas Angelo Dawkinsa i Travisa Tylera. W sierpniu wzięli udział w turnieju mającym wyłonić pretendentów do NXT Tag Team Championship, w finale turnieju przegrali z The Lucha Dragons. 30 października wygrali Battle Royal i stali się nowymi pretendentami do pasów mistrzowskich, przegrali jednak starcie z mistrzami, The Lucha Dragons, na NXT TakeOver: R Evolution. Po krótkiej przerwie od wrestlingu powrócili 3 czerwca 2015 i pokonali Jasona Jordana i Marcusa Louisa, a 8 lipca zdobyli prawa pretendenckie do tytułów po pokonaniu Enzo Amore'a i Colina Cassady'ego. 29 lipca Vaudevillains przegrali starcie o NXT Tag Team Championship z Blakiem i Murphym po interwencji managerki ich przeciwników, Alexy Bliss. Po walce Alexa Bliss wyzwała i spoliczkowała Englisha i Gotcha, przez co ci przeszli face turn. Manager generalny NXT, William Regal, ogłosił walkę rewanżową, która odbyła się 22 sierpnia na NXT TakeOver: Brooklyn. The Vaudevillains (z managerką Blue Pants w ich narożniku) wygrali walkę z Blakiem i Murphym i stali się nowymi mistrzami tag-team NXT. Wzięli udział w turnieju Dusty Rhodes Tag Team Classic, odpadli jednak w drugiej rundzie po przegranej z Dashem i Dawsonem. 11 listopada 2015, po 82 dniach panowania, utracili swoje pasy mistrzowskie na rzecz Dasha i Dawsona.

#### Główny roster (od 2016)
4 kwietnia na Raw tuż po WrestleManii 32, WWE wypuściło winietę promującą debiut The Vaudevillains w głównym rosterze. Tag-team zadebiutował jeszcze w tym samym tygodniu, na odcinku SmackDown. W pierwszym starciu pokonali The Lucha Dragons. English i Gotch wzięli udział w turnieju o miano pretendenckie do WWE Tag Team Championship. Finał turnieju na gali Payback pomiędzy The Vaudevillains a Enzo Amorem i Colinem Cassadym zakończył się no-contestem po tym, jak Amore doznał wstrząśnienia mózgu. The Vaudevillains otrzymali szansę walki o mistrzostwo tag team z The New Day na gali Extreme Rules, lecz nie udało im się wygrać starcia. Miesiąc później, na Money in the Bank, wzięli udział w Fatal 4-Way Tag Team matchu o WWE Tag Team Championship; i tym razem z walki zwycięsko wyszło The New Day. W lipcu, w wyniku WWE Draftu, The Vaudevillains stali się częścią brandu SmackDown. 16 sierpnia, na odcinku SmackDown, American Alpha, The Hype Bros i The Usos pokonali Breezango, The Ascension i The Vaudevillains. 19 sierpnia ogłoszono, że dwie drużyny zmierzą się ze sobą jeszcze raz, w pre-showie SummerSlam. Z dwunastoosobowego starcia zwycięsko ponownie wyszła drużyna face'ów. The Vaudevillains wzięli udział w turnieju o nowo utworzone WWE SmackDown Tag Team Championship, lecz odpadli już w pierwszej rundzie, przegrywając z The Hype Bros. 8 listopada podczas odcinka SmackDown Live, The Vaudevillains przegrali z Breezango (Tylerem Breezem i Fandango) w kwalifikacjach do tag-teamowej drużyny SmackDown na galę Survivor Series.
31 stycznia 2017 podczas odcinka SmackDown Live, The Vaudevillains oraz inne drużyny odpowiedziały na otwarte wyzwanie American Alpha. Wyniknął z tego tag-team turmoil match o SmackDown Tag Team Championship na gali Elimination Chamber, podczas którego Vaudevillains zostali wyeliminowani przez Heatha Slatera i Rhyno. Na WrestleManii 33, English i GOtch wzięli udział w corocznym André the Giant Memorial Battle Royalu, który wygrał Mojo Rawley. 5 kwietnia, Gotch został zwolniony z WWE, co poskutkowało rozwiązaniem The Vaudevillains. 6 dni później podczas edycji SmackDown Live, English wrócił do postaci aroganckiego śpiewaka.

## Ruchy używane we wrestlingu
- Finishery Aidena Englisha
  - Director's Cut (Cobra clutch przeistaczany w sitout side slam)[22]
  - That's a Wrap (Middle rope high-angle senton bomb)[23][24]

- Finishery Simona Gotcha
  - Gentleman's Clutch[25] (Bridging cobra clutch underhook suplex)[1][26]

- Drużynowe finishery
  - Whirling Dervish (Uppercut w tył głowy przeciwnika (Gotch) i swinging neckbreaker (English))
  - The Gentleman's Congress[27] (Rolling fireman's carry slam (Gotch) i That's a Wrap (English))[4]

- Menedżerowie
  - Blue Pants

- Przydomki
  - "The Artiste" - English
  - "The Gentleman Bruiser" - Gotch

- Motywy muzyczne
  - „A Quicker Accomplishement” ~ Art Test Music (NXT; maj 2014 – wrzesień 2014)
  - „Voix de Ville” ~ CFO$ (NXT/WWE; 2 października 2014 – 24 czerwca 2015; 14 kwietnia 2016 – 5 kwietnia 2017)
  - „Vau de Vire” ~ CFO$ (NXT/WWE; 1 lipca 2015 – 7 kwietnia 2016)

## Mistrzostwa i osiągnięcia
- Pro Wrestling Illustrated
  - PWI umieściło Aidena Englisha na 170. miejscu w top 500 wrestlerów rankingu PWI 500 w 2016[28]
  - PWI umieściło Simona Gotcha na 175. miejscu w top 500 wrestlerów rankingu PWI 500 w 2016[28]

- WWE NXT
  - NXT Tag Team Championship (1 raz)